# Giuseppe Rondizzoni
Giuseppe Rondizzoni (Mezzano Superiore, 14 marzo 1788 – Valparaíso, 24 maggio 1866) è stato un militare italiano.
Contribuì attivamente al processo di indipendenza del Cile e all'incorporazione dell'isola di Chiloé nel paese.

## Biografia
Si arruolò volontario nella Guardia Imperiale francese nel 1807. Con l'esercito di Napoleone fece la campagna di Spagna nel 1808 e quella d'Austria nel 1809. Nel 1812 partecipò alla campagna di Russia e l'anno successivo a quella della Germania. Con Napoleone Bonaparte combatté sino alla fine: nel 1813 e 1814 in Germania (battaglie di Lutzen, Bautzen, Dresda, Lipsia, Magdeburgo). Nel 1815, col grado di Capitano, diede grandi prove di valore a Waterloo. Le guerre napoleoniche gli causarono complessivamente quattro ferite e gli valsero venti citazioni all'ordine del giorno e la Legion d'Onore.
Tornato in Italia dopo Waterloo fu ammesso nel Reggimento del ducato di Parma allora governato da Maria Luisa d'Asburgo-Lorena. In seguito si recò in America, trasferendosi a Filadelfia, negli Stati Uniti. In questa città, conobbe il generale cileno José Miguel Carrera e con lui nel febbraio 1817 viaggiò verso Buenos Aires sulla goletta Clifton.

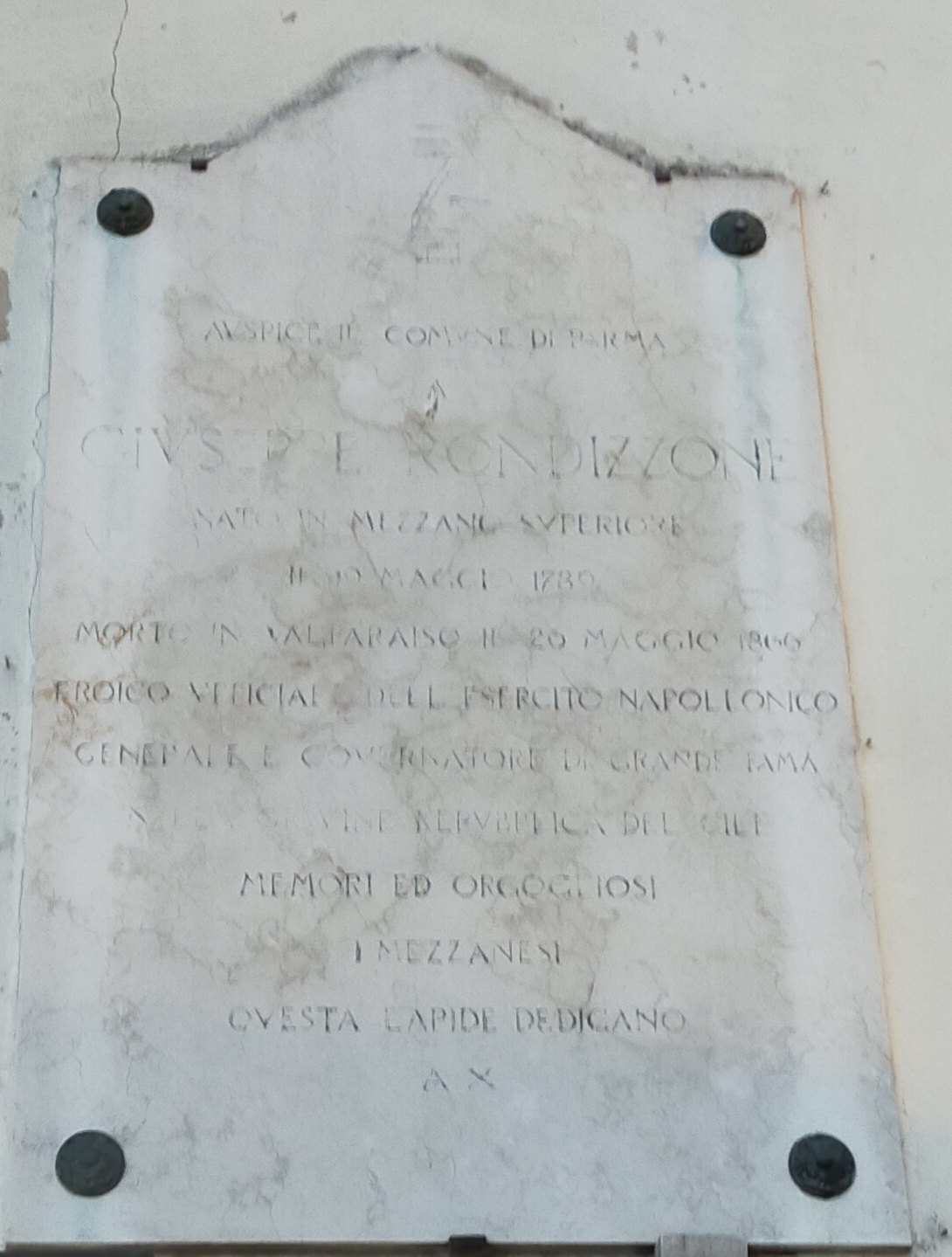
La lapide commemorativa del generale Rondizzoni posta sulla canonica di Mezzano Superiore

Nel luglio 1817 si arruolò nel nascente esercito del Cile e partecipò alla Sorpresa de Cancha Rayada (battaglia di Cancha Rayada). Abbandonò l'esercito in seguito alla fucilazione dei fratelli Carrera, per rientrare nel 1823, col grado di tenente colonnello.
Partecipò alla spedizione per la liberazione del Perù dagli spagnoli ottenendo il grado di colonnello. In seguito prese parte alla spedizione di Chiloé nel 1824 e 1826 quindi partecipò alla guerra civile del 1829-1830, combattendo con Ramón Freire nelle battaglie di Ochagavía e di Lircay. A seguito della sconfitta subita in quest'ultimo scontro fu costretto all'esilio, dapprima in Perù e da lì nel Salvador.
Tornò in Cile nel 1839, per essere nominato governatore di Constitución il 12 aprile 1842 e di Talcahuano il 29 agosto 1849. Nel 1843 fu promosso generale di brigata.
Rimase fedele al governo durante la Rivoluzione del 1851, combattendo nella battaglia di Loncomilla. Venne nominato Capo di Stato Maggiore dell'Esercito nel 1851. Nello stesso anno divenne intendente di Concepción, e nel gennaio 1853 di Chiloé. Nel 1861 si congedò, ritirandosi a Valparaiso.
Membro della Legione del Meritum de Chile, il generale Rondizzoni rivive ancora oggi nel ricordo della sua patria adottiva, che gli ha dedicato vie, piazze e monumenti e persino un'opera fortificata del porto di Talcahuano.